# Amos Dell'Orto
La ditta Amos Dell'Orto fu un'officina costruttrice di macchine tipografiche, operante a Monza nell'Ottocento.

## Storia
Attorno al 1770 a Seregno Ignazio Dell'Orto iniziò a fabbricare torchi tipografici in legno. Nel secolo successivo i suoi due figli, Amos e Ferdinando, sotto la ragione sociale del primo, impiantarono una fabbrica a Monza, dove avviarono la produzione di torchi in ghisa alla Stanhope. Nel 1848 il fratello più giovane, Ferdinando, aprì una sede anche a Milano. La ditta passò poi a suo figlio Augusto, che nel 1899 la cedette alla Fonderia Tipografica e Figlio di Achille G. Commoretti & C., nata nel 1895, da cui fu assorbita.
Il torchio modello Stanhope di Amos dell'Orto fu premiato nel 1839 con la medaglia d'argento.
Alcune delle macchine realizzate da questa officina sono ancora esistenti:
- presso la Tipografia Sociale di Foligno è conservato in perfette condizioni lo Sthanhope di Amos dell'Orto del 1840, che stampò le prime copie della "quarantana" de I promessi sposi di Alessandro Manzoni[4]
- presso la Tipografia Squassina di Brescia è conservato un Amos dell'Orto di Monza integro del 1840
- presso la Tipografia Pesatori di Milano è conservato in perfette condizioni lo Sthanhope di Amos dell'Orto del 1841
- presso l'Antica Stamperia Fabiani di Petritoli (Fermo) è conservato un Torchio manuale in ghisa, con base a crociera di legno, della ditta Amos dell'Orto in Monza (esemplare completo);[5]
- presso la Tif - Tipoteca Italiana fondazione di Cornuda (Treviso) [6]  la macchina più antica in esposizione è un torchio di Amos dell'Orto del 1842;[7][8]
- presso il Museo della Stampa amici di Piazza di Mondovì [9] si conserva un torchio costruito dalla ditta Amos dell'Orto di Monza nel 1874;
- presso il Museo della stampa e della stampa d'arte di Lodi [10] ci sono numerosi torchi a mano in fusione di ghisa Amos dell'Orto;[11]
- presso il Jerusalem Print Workshop di Jerusalem (Israele) si trova una letter press Amos dell'Orto 1854, bed size 65x51 cm (25.5"x20") [12]
- presso le Edizioni Calosci di Cortona è conservato un Amos dell'Orto di Monza integro e funzionante del 1862;
- presso la tipolitografia Le Mantellate all'interno della Casa Circondariale "Regina Coeli" di Roma è conservato un torchio integro Amos Dell'Orto del 1879
- presso la Tipografia Boschiero & Newton di Jesolo è conservato un torchio Amos dell'Orto del 1857
- presso la Casa Museo Spazio Tadini di Milano dove è conservato un torchio del 1847 della ditta Amos dell'Orto in Monza.

Nel sito del Comune di Verona  vi sono riferimenti ad un torchio Albion di Amos dell'Orto del 1854 utilizzato per stampe di pregio 